# Honoré Sausse
Honoré Sausse, né à Toulon (France) le 21 janvier 1891

et mort à Paris 15e le 2 novembre 1936, est un sculpteur francais de l'Art déco

## Biographie
Honoré Sausse naît le 21 janvier 1891 à Toulon. Il est le fis d'un charpentier.
Dès 1917 son épouse est Louise Bastiien.

## Ouvrages
- Le monument aux morts de Toulon [5]

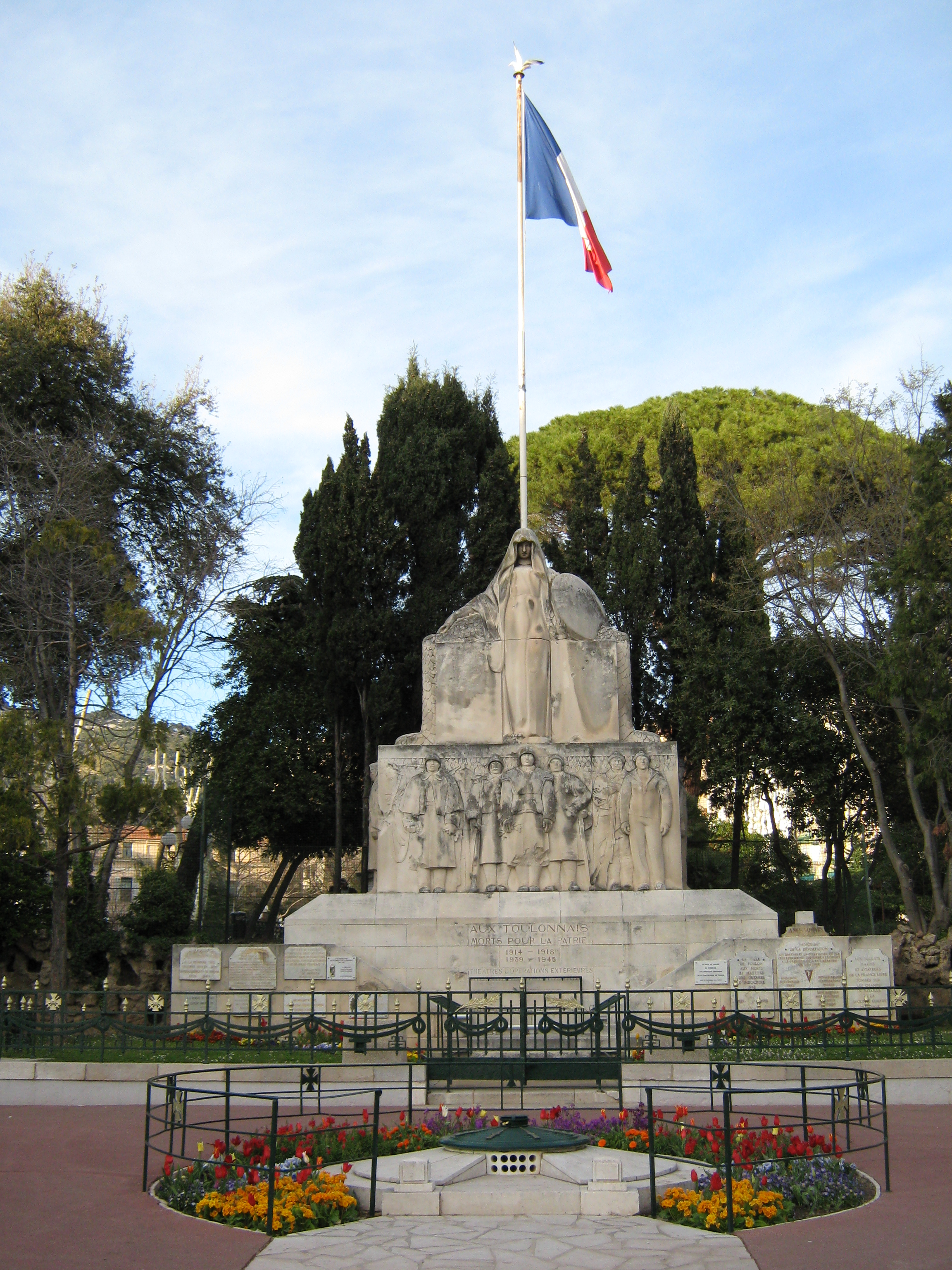
Monument aux morts de la Première Guerre mondiale, Toulon

- Le monument aux morts à Enghien-les-Bains[6] (gagne en concours avec Paul Roussel et Ernest Charles Diosi)
- Yéti portant sa captive [7]
- Guerrier oriental[8]
- Tete de Beethoven[9]
- Le Méhariste [10]
- Demoiselle[11]